# El Señor de los Anillos
El Señor de los Anillos (título original en inglés: The Lord of the Rings) es una novela de fantasía épica escrita por el filólogo y escritor británico J. R. R. Tolkien.
Su historia se desarrolla en la Tercera Edad del Sol de la Tierra Media, un lugar ficticio poblado por hombres y otras razas antropomorfas, como los hobbits, los elfos o los enanos, así como por muchas otras criaturas reales y fantásticas. La novela narra el viaje del protagonista principal, Frodo Bolsón, hobbit de la Comarca, para destruir el Anillo Único y la consiguiente guerra que provocará el enemigo para recuperarlo, ya que es la principal fuente de poder de su creador, el señor oscuro Sauron. 

Tres Anillos para los Reyes Elfos bajo el cielo.
Siete para los Señores Enanos en casas de piedra.
Nueve para los Hombres Mortales condenados a morir.
Uno para el Señor Oscuro, sobre el trono oscuro
en la Tierra de Mordor donde se extienden las Sombras.
Un Anillo para gobernarlos a todos. Un Anillo para encontrarlos,
un Anillo para atraerlos a todos y atarlos en las tinieblas
en la Tierra de Mordor donde se extienden las Sombras.
J. R. R. Tolkien, El Señor de los Anillos.

J. R. R. Tolkien planeó El Señor de los Anillos como una secuela de su anterior novela El hobbit, pero terminó por convertirse en una historia de mucho más alcance y extensión que, escrita por etapas entre 1937 y 1949, se publicó por primera vez en el Reino Unido entre 1954 y 1955 en tres volúmenes. Desde entonces ha sido reimpresa en numerosas ocasiones y traducida a muchos idiomas, convirtiéndose en una de las obras más populares de la literatura del siglo XX. Además, ha sido adaptada en varias ocasiones a la radio, al teatro, al cine y la televisión, destacando principalmente la trilogía cinematográfica creada por el cineasta neozelandés Peter Jackson.
La historia que narra la novela es solo la última parte de una mitología que J. R. R. Tolkien comenzó en 1917, cuando se encontraba en el hospital tras haber caído enfermo durante la Primera Guerra Mundial y en la que estuvo trabajando el resto de su vida. Junto con estos otros escritos, El Señor de los Anillos ha sido objeto de multitud de aproximaciones críticas sobre sus orígenes, influencias y temas literarios. Su duradera popularidad ha dado lugar además a numerosas referencias en la cultura popular, la fundación de sociedades por muchos fanes de los trabajos de J. R. R. Tolkien y la publicación de muchos otros libros sobre el autor y sus obras.

## Contexto
Si bien es cierto que El Señor de los Anillos fue concebida como una continuación de El hobbit, argumentalmente lo es de El Silmarillion, obra que relata los acontecimientos de los Días Antiguos y en la que se construye toda la trama del legendarium que creó J. R. R. Tolkien. La Primera Edad del Sol es la edad de los elfos, mientras que la Segunda es la del ascenso de los hombres de Númenor (dúnedain) y su posterior caída, pero también es la de la construcción de una cultura netamente humana (con sus limitaciones) en una tierra permanentemente amenazada por el mal. Por eso, en la Tercera Edad del Sol, esa cultura se va adueñando de la Tierra Media y la transforma en un lugar donde, una vez vencido el mal, los hombres encuentran su verdadera dimensión: J. R. R. Tolkien la llama «Edad de los Hombres» y «el fin de los Días Antiguos».
El Señor de los Anillos es, en este sentido, una metáfora que implica la culminación de un largo proceso que da origen a la humanidad actual, con toda su carga mítica pero también histórica. La creación de mundo, la implantación del mal como modelo de dominación absoluto y su continuidad a través de las edades, la lucha de los elfos y su alianza con los edain por conservar la tierra de Beleriand, la derrota del primer Señor oscuro Melkor y el ascenso de su mano derecha Sauron, el ascenso y caída de Númenor, la construcción de los Anillos de Poder, la instalación de los reinos númenóreanos en la Tierra Media y, finalmente, la derrota de Sauron, están plasmados en El Silmarillion como un contexto que sustenta la épica del hobbit Frodo Bolsón y la Compañía del Anillo.
Si El Silmarillion es un relato de un proceso histórico-mítico, en El hobbit se narra un acontecimiento de dicho proceso. Este no es un mero hecho histórico, es nodal y significativo; porque en la obra se conoce cómo aparece el Anillo Único entre los hobbits. Una inocente historia para niños, aunque fundada en el legendarium, se convierte en el elemento desencadenante del fin de la Tercera Edad del Sol. Fortuitamente, y en el marco de un viaje para rescatar un tesoro de la mano del dragón Smaug, el hobbit Bilbo Bolsón se convierte en Portador del Anillo. Allí J. R. R. Tolkien, al adaptar esa obra infantil a El Señor de los Anillos, delinea la cultura y, por ende, el temple que llevará a Frodo a ser el protagonista principal del cierre del proceso iniciado en los Días Antiguos.

## Personajes principales
| Nombre              | Raza                | Resumen |
| ------------------- | ------------------- | --- |
| Aragorn             | Dúnedain/Hombre     | También llamado «Trancos», Estel o Elessar Telcontar, es el hijo de Arathorn II y Gilraen, y el trigésimo noveno heredero del rey Isildur de Arnor por línea directa. Tras la temprana muerte de su padre, se convirtió en el capitán de los dúnedain del Norte y se crio en Rivendel, donde conoció y se enamoró de Arwen, la hija de Elrond. En uno de los numerosos viajes que realizó como montaraz, conoció a Gandalf y se hizo amigo suyo, ayudándole en varias ocasiones.                                                                                |
|                     |                     | |
| Bilbo               | Hobbit              | Hijo de Bungo Bolsón y Belladonna Tuk, es el protagonista de la novela El hobbit. En el año 2941 de la Tercera Edad del Sol, Bilbo fue convencido por Gandalf y un grupo de enanos para embarcarse en una aventura con el objetivo de recuperar el tesoro de Erebor y en la que acabó encontrando el Anillo Único, hasta entonces en manos de la criatura Gollum. Tras la muerte de su primo segundo Drogo y de su esposa Prímula, Bilbo adoptó al hijo de ambos, Frodo, al que acabó convirtiendo en su heredero.                                              |
|                     |                     | |
| Boromir             | Hombre              | Hijo primogénito del senescal de Gondor, Denethor II, y de Finduilas de Dol Amroth; y el hermano mayor de Faramir. Tuvo un sueño profético sobre el Anillo Único que le llevó hasta Rivendel y a participar así en el Concilio de Elrond. |
|                     |                     | |
| Elrond              | Peredhil            | Señor y fundador de Rivendel, hijo de Eärendil y Elwing y hermano gemelo de Elros, de quien descendieron los reyes de Númenor, Gondor y Arnor. Como peredhil, eligió pertenecer a la raza de los elfos y así se convirtió en el heraldo del rey Gil-Galad de los Noldor. De él recibió el anillo Vilya, con el cual protegió Rivendel de los ojos del enemigo. |
|                     |                     | |
| Éomer               | Hombre              | Tercer Mariscal de la Marca, sobrino del rey Théoden de Rohan y hermano mayor de Éowyn. Fue adoptado por su tío debido a la muerte de sus padres y, tiempo después, tras morir su primo Théodred, se convirtió en el heredero al trono. |
|                     |                     | |
| Éowyn               | Mujer               | Sobrina del rey Théoden de Rohan y hermana menor de Éomer. Tras la muerte de sus padres, fue adoptada por su tío y vivió con él en el castillo de Meduseld. Allí, y debido a su hermosura, despertó la curiosidad de Gríma Lengua de Serpiente, consejero de Théoden, que la deseaba en secreto. |
|                     |                     | |
| Faramir             | Hombre              | Capitán de los montaraces de Ithilien, segundo hijo de Denethor II y Finduilas y, por tanto, hermano menor de Boromir. Su padre siempre prefirió a Boromir y solía despreciar a Faramir, pero esto no impidió que los hermanos estuvieran muy unidos. |
|                     |                     | |
| Frodo               | Hobbit              | Protagonista de la novela, hijo de Drogo Bolsón y Prímula Brandigamo. Tras la muerte de sus padres, su tío Bilbo le adoptó y le nombró su heredero, hecho que le llevó a poseer el Anillo Único. |
|                     |                     | |
| Galadriel           | Elfo                | Perteneciente al linaje de los Noldor, es hija de Finarfin y Eärwen. Llegó a la Tierra Media durante el exilio de los Noldor y allí vivió un tiempo en el reino de Doriath, donde conoció al que sería su esposo, Celeborn. Durante la Segunda Edad del Sol le fue entregado uno de los tres anillos élficos, Nenya, y a partir de la Tercera Edad del Sol se hizo cargo del gobierno del bosque de Lothlórien junto a su esposo. |
|                     |                     | |
| Gandalf             | Maiar               | Llamado Olórin en Aman, fue enviado a la Tierra Media en la Tercera Edad del Sol junto con otros cuatro maiar, formando así la Orden de los Istari, cuyo objetivo era combatir a Sauron y proteger de él a los habitantes de la Tierra Media. El elfo Círdan, que fue testigo de su llegada, le entregó uno de los tres anillos élficos, Narya. Hizo numerosos viajes y trató de conocer a todos los pueblos de la Tierra Media, hecho que le condujo a la Comarca y a Bilbo, desencadenando así las historias narradas en El hobbit y El Señor de los Anillos. |
|                     |                     | |
| Gimli               | Enano               | Hijo de Glóin, uno de los enanos que aparecen en El hobbit junto a Thorin. Vivía en Erebor y acompañó a su padre hasta Rivendel para acabar así formando parte de la Compañía del Anillo. |
|                     |                     | |
| Gollum              | Hobbit (corrompido) | Anteriormente llamado Sméagol, era un hobbit de la rama de los Fuertes que vivía en los Campos Gladios. Un año, mientras pescaba con su primo Déagol en el Anduin, este encontró el Anillo Único en el fondo del río y Sméagol le asesinó para adueñarse de él. Tras ser desterrado por su pueblo, Sméagol vagó sin rumbo y acabó refugiándose en la Montañas Nubladas, donde el Anillo alargó su vida de forma antinatural y su poder le consumió casi por completo.                                                                                           |
|                     |                     | |
| Légolas             | Elfo                | Hijo del rey Thranduil de los elfos del Bosque Negro. Fue a Rivendel para entregar un mensaje de su padre: la criatura Gollum, que había sido apresada y entregada por Gandalf a Thranduil para que lo vigilara, había conseguido escapar. Acabó participando así en el Concilio de Elrond y formando parte de la Compañía del Anillo. |
|                     |                     | |
| Meriadoc Brandigamo | Hobbit              | Apodado «Merry», es hijo de Saradoc Brandigamo, Señor de los Gamos, y de Esmeralda Tuk. Primo y amigo de Frodo. |
|                     |                     | |
| Peregrin Tuk        | Hobbit              | Apodado «Pippin», es hijo de Paladin Tuk, Thain de la Comarca, y de Eglantina Ribera. Primo y amigo de Frodo. |
|                     |                     | |
| Samsagaz Gamyi      | Hobbit              | Hijo de Hamfast Gamyi y Campanilla Buenchico. Jardinero de Bolsón Cerrado, fiel amigo y protector de su amo Frodo. |
|                     |                     | |
| Saruman             | Maiar               | Fue enviado a la Tierra Media en la Tercera Edad del Sol como líder de los Istari. Sin embargo, se desvió de su misión y trató de encontrar el Anillo Único para él, aliándose con Sauron al usar la palantír de Orthanc. |
|                     |                     | |
| Théoden             | Hombre              | Rey de Rohan, hijo de Thengel y Morwen. Tiempo después de asumir el trono, su consejero Gríma, que a la vez era servidor de Saruman, fue debilitando su mente con sus bisbiseos y consejos. |
|                     |                     | |
| Sauron              | Maiar               | Sauron es un ainu, uno de los maiar, contado entre el séquito de Aulë, el herrero. Era el más poderoso de los maiar al servicio de Aulë que fue corrompido por Melkor cuando los ainur aún se encontraban dando forma a Arda. Sauron permanecería en la Tierra Media durante más de 16.000 años, mucho más que todos sus principales enemigos, excepto que quizás Círdan, el carpintero de barcos, y el viejo Tom Bombadil. |
|                     |                     | |

## Partes
Si bien Tolkien concibió El Señor de los Anillos como una sola historia, la novela fue dividida en tres partes por motivos editoriales: La Comunidad del Anillo, Las dos torres y El retorno del Rey, y cuenta además con un libro de apéndices. A pesar de esta división, el libro no es una trilogía y al propio Tolkien le molestaba que lo llamaran así, ya que desde un principio estaba escrito para formar un solo tomo, pero la editorial George Allen & Unwin decidió dividirlo en tres debido a su longitud y coste. Las únicas divisiones naturales que hizo Tolkien son los libros I, II, III, IV, V y VI.

### La Comunidad del Anillo
La Comunidad del Anillo es el primero de los tres volúmenes que forman la obra. Está subdividido a su vez en dos partes, precedidas de un prólogo. Tras este, Tolkien introdujo un pequeño apartado titulado Nota sobre los archivos de la Comarca, que no apareció hasta la segunda edición de La Comunidad del Anillo, y donde enumera las fuentes que se supone que han sido usadas a la hora de escribir el libro (ya que él pretende dar a entender que su legendarium fue real).
En un principio, Tolkien estableció que el volumen se llamara Crece la Sombra, pero decidió cambiarlo por El retorno de la Sombra. No obstante, diez días después de esta elección, decidió cambiarlo de nuevo por el definitivo, La Comunidad del Anillo, ya que este se adecuaba más a la trama.
Los libros I y II, de los que consta este volumen, tuvieron también en un principio título: El Anillo se pone en camino y El Anillo va al Sur, respectivamente. En un manuscrito del libro que se conserva en la Universidad Marquette de Milwaukee (Estados Unidos), en el índice aparecen dos títulos diferentes: El primer viaje y El viaje de los nueve compañeros. Sin embargo, estos títulos para los libros fueron finalmente anulados en la versión publicada.

#### Prólogo
Precediendo las dos partes de las cuales se encuentra formada La Comunidad del Anillo, Tolkien escribió un prólogo dedicado a los Hobbits, pues, como dicen las primeras palabras de la novela, les consideraba los principales protagonistas de esta. Debido a la gran importancia que Tolkien le dio, tardó más de diez años en completarlo y esto no ocurriría hasta poco antes de la publicación de La Comunidad del Anillo.
Escribió la primera versión del prólogo entre los años 1938 y 1939, muy poco después de comenzar a componer la historia de El Señor de los Anillos, aunque esta versión era aún muy pobre. A raíz del desarrollo de la novela completa, el prólogo experimentó grandes cambios, existiendo varias versiones, de las cuales algunas fueron publicadas por Christopher Tolkien en los libros El retorno de la Sombra y Los pueblos de la Tierra Media.
La versión final del prólogo está formada por cuatro secciones:
- «De los hobbits»: es el único lugar donde se puede encontrar la historia de los Hobbits antes de los acontecimientos de El Señor de los Anillos, además de un análisis sobre sus principales características físicas, hábitos y su cultura.
- «De la hierba para pipa»: describe una de las principales aficiones de los Hobbits, fumar en pipa, y los orígenes de este hábito.
- «De la ordenación de la Comarca»: describe las principales divisiones geográficas de la Comarca, su política y sus servicios públicos.
- «Del descubrimiento del Anillo»: aquí Tolkien ofrece un resumen de El hobbit, haciendo especial hincapié en la parte en la que Bilbo descubre el Anillo Único y su encuentro con la criatura Gollum.

#### Libro I
La obra comienza con la noticia de la celebración del 111.º cumpleaños de Bilbo Bolsón en la Comarca. Sin embargo, para Bilbo esta gran fiesta tenía como motivo principal su partida hacia su último viaje, producto del deseo de terminar sus días en paz y tranquilidad. El mago Gandalf, amigo de Bilbo y quien estaba informado de la decisión del hobbit, también acudió a la fiesta. Tras el discurso pronunciado por Bilbo, este se puso su anillo mágico y desapareció ante los sorprendidos hobbits. Gandalf, que sabía bien lo que acababa de hacer Bilbo, le encontró en Bolsón Cerrado y allí tuvo una pequeña discusión con él, ya que se negaba a dejar el anillo junto con el resto de la herencia a su sobrino Frodo; sin embargo, el mago acabó convenciéndole y Bilbo al fin partió. Entonces, debido a las dudas que le estaba ocasionando el anillo, Gandalf parte en busca de información sobre él, no sin antes informar a Frodo de que lo guarde y no lo toque.

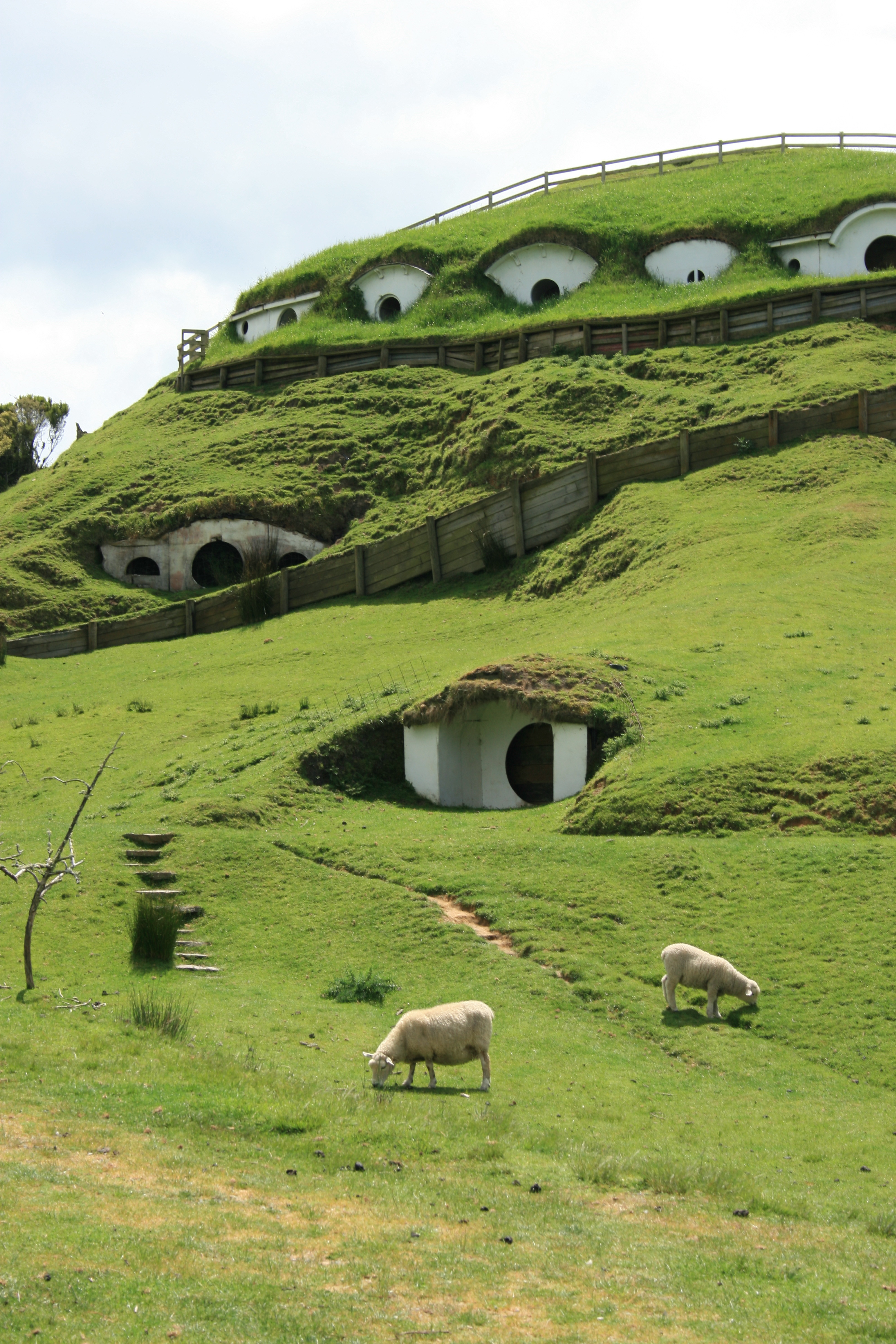
Hobbiton en Matamata (Nueva Zelanda), escenario de la adaptación de El Señor de los Anillos de Peter Jackson.

Casi veinte años después, Gandalf regresa a Bolsón Cerrado y le cuenta a Frodo lo que había descubierto sobre el Anillo: que se trataba del mismo que el rey Isildur de Arnor le había arrebatado al señor oscuro Sauron y que muchos años después había sido encontrado por la criatura Gollum tras haberse perdido en el río Anduin durante el Desastre de los Campos Gladios. Ambos quedaron entonces en reunirse de nuevo en la aldea de Bree con el fin de llevar luego el Anillo Único a Rivendel, donde los sabios decidirían sobre su destino. Junto con su jardinero Samsagaz Gamyi, Frodo traza un plan para salir de la Comarca con el pretexto de irse a vivir a Los Gamos; pero el plan acaba siendo descubierto por otros dos amigos, Pippin y Merry, que deciden acompañarle también.
Tras adentrarse en el Bosque Viejo con el fin de evitar los caminos, los hobbits son atrapados por el Viejo Hombre-Sauce, un ucorno, que les tiende una trampa; sin embargo, son salvados por un misterioso personaje llamado Tom Bombadil. Tras pasar unos días en su casa, los hobbits parten de nuevo hacia Bree, pero acaban perdidos debido a la niebla y llegan a las Quebradas de los Túmulos. Allí son capturados por los Tumularios, pero de nuevo, tras cantar Frodo una canción que Tom Bombadil le enseñó, este acude en su ayuda y les salva, dándoles unas armas tumularias para que pudieran defenderse en su viaje.
Una vez en Bree, los hobbits acuden a la posada «El Póney Pisador», donde Frodo había quedado en encontrarse con Gandalf. Accidentalmente, el hobbit se pone el Anillo y alerta así a los Nazgûl, los servidores de Sauron que le persiguen para arrebatárselo. Gracias a un amigo de Gandalf, llamado Aragorn, y al hobbit Nob, logran salvarse cuando los Nazgûl atacan la posada esa noche. Al día siguiente, acompañados por Aragorn, los hobbits parten hacia Rivendel. En su parada en Amon Sûl, los Nazgûl les atacan de nuevo, esta vez hiriendo a Frodo de gravedad. Tras combatirles, logran escapar y llegar cerca del vado de Bruinen, donde se encuentran con Glorfindel, un elfo de la casa de Elrond, que les acompaña hasta Rivendel. De nuevo perseguidos, Glorfindel ordena a su caballo Asfaloth que se adelante llevando a Frodo montado y, al llegar al río, los Nazgûl son arrastrados por su corriente gracias al poder de Rivendel.

#### Libro II
Días después, Frodo despertó ante Gandalf en Rivendel y este le contó lo ocurrido con los Nazgûl y como unos elfos le habían llevado hasta Elrond y él se encargó de su curación. Luego le informó sobre la celebración de un concilio al que acudirían representantes de los distintos pueblos de la Tierra Media y donde tratarían lo ocurrido y el tema del Anillo. En él, Gandalf reveló la traición de Saruman, a quien fue a pedir consejo y le retuvo preso en Isengard, y tras decidir que el Anillo debía ser destruido en los fuegos de Orodruin, Frodo se ofreció a llevarlo hasta allí. Sam, que a pesar de no estar invitado al Concilio había escuchado todo a escondidas, se ofreció para acompañar a su amo y Elrond decidiría más tarde que Gandalf, Aragorn, Merry, Pippin, un enano llamado Gimli, el príncipe Legolas de los elfos del Bosque Negro y el heredero a la senescalía de Gondor, Boromir, le acompañarían también, formando la que fue llamada la Comunidad del Anillo.

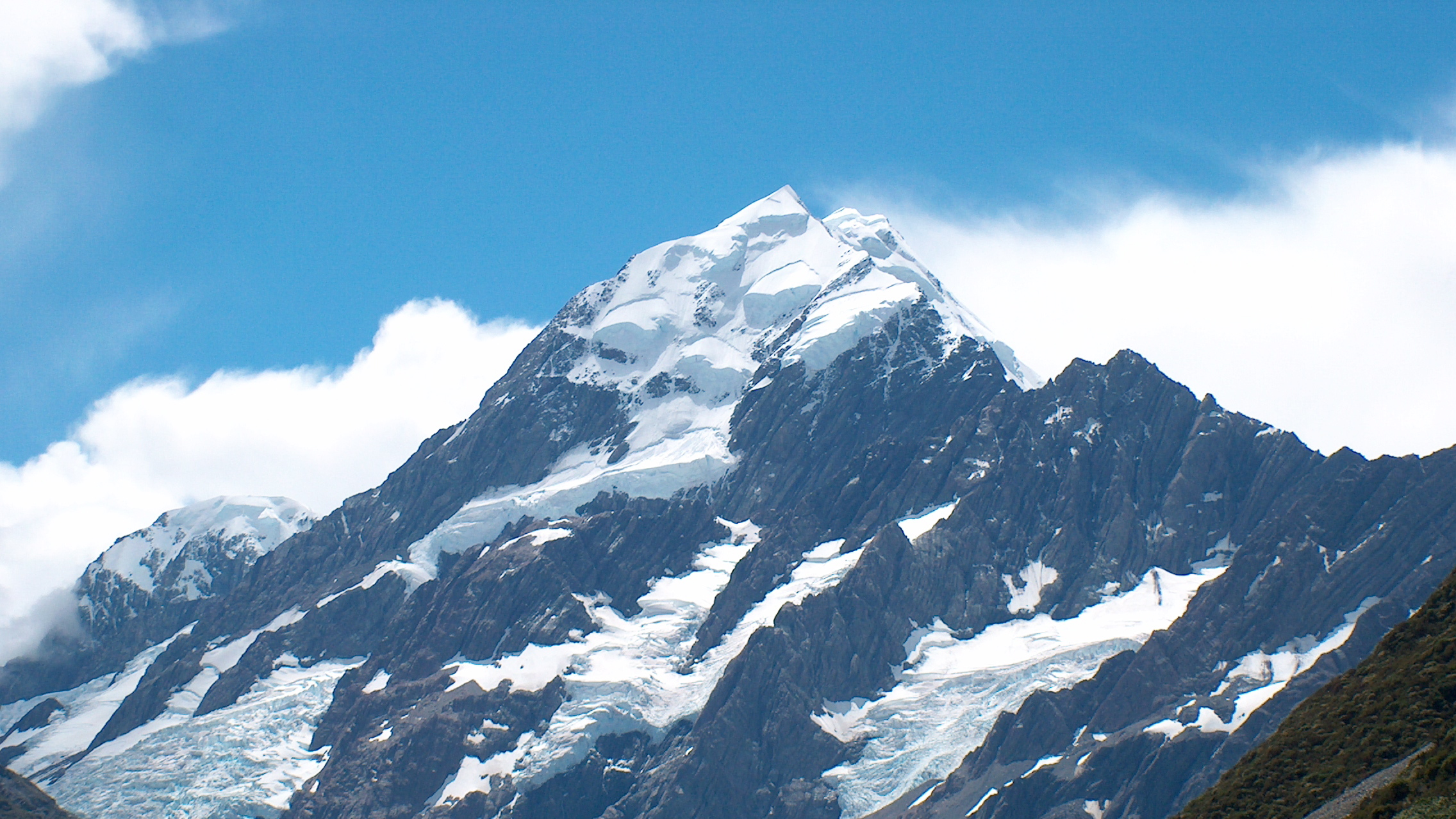
El monte Cook (Nueva Zelanda) representa el Caradhras en la adaptación de El Señor de los Anillos de Peter Jackson.

Dos meses después, la Comunidad inició el viaje. Pasando por Acebeda (la antigua Eregion), llegaron hasta las Montañas Nubladas y decidieron cruzarlas por el Caradhras, ya que cuanto más se acercaran al paso de Rohan, más cerca estarían de Isengard y de ser capturados por Saruman. Sin embargo, ante la posible muerte de los hobbits debido al mal clima de la montaña, la Comunidad se vio obligada a dar la vuelta y a atravesar las montañas por las minas de Moria. Durante el camino hacia allí, la Comunidad fue atacada por los lobos de Sauron, pero consiguieron rechazarlos y llegar hasta la Puerta Oeste de Moria. Allí fueron atacados por el guardián del agua, un monstruo parecido a un kraken que se había asentado en un lago cercano a la puerta y que les encerró dentro de las minas. Poco después llegaron a la Cámara de Mazarbul, donde estaba la tumba de Balin, el señor de Moria, y donde Gandalf encontró un libro en el que un enano narraba los acontecimientos ocurridos en las minas y como el pueblo había sido aniquilado por los orcos. Entonces comenzaron a oírse tambores y aparecieron numerosos orcos. Tras derrotar a unos cuantos, la Comunidad logró escapar y llegar hasta el puente de Khazad Dûm. Allí un nuevo enemigo más poderoso apareció, un balrog, al cual Gandalf se enfrentó y logró arrojar por el puente; sin embargo, mientras caía, el balrog agarró al mago con su látigo y lo arrastró con él hacia el abismo.
Apenados por la muerte de Gandalf, los miembros de la Comunidad llegaron al bosque de Lothlórien, donde el elfo Haldir y sus hermanos les dieron cobijo y les condujeron hasta Celeborn y Galadriel, los señores del bosque. Tras pasar un mes descansando allí, la Comunidad partió en tres barcas élficas siguiendo el curso del río Anduin. En Sarn Gebir fueron alcanzados por los Uruk-hai, los orcos que Saruman creó en Isengard, pero lograron esquivarlos cruzando a la otra orilla del río. Al llegar a los prados de Parth Galen, a los pies del Amon Hen, Frodo se apartó de los demás para reflexionar sobre si seguía solo el camino hacia Mordor, ya que no quería poner en peligro a sus amigos. Boromir, que llevaba tiempo deseando el Anillo, le siguió y le trató de convencer para que no destruyera el Anillo y lo llevara a su ciudad, Minas Tirith, para que fuera usado en la defensa contra Sauron. Ante la negativa del hobbit, Boromir intentó quitarle el Anillo y Frodo se lo puso para huir de él. Entonces Boromir se dio cuenta de lo que había hecho y regresó junto al resto de la Comunidad para contárselo. Todos salieron en busca de Frodo y Aragorn ordenó a Boromir que siguiera a Merry y a Pippin para protegerlos, mientras él seguía a Sam. Sin embargo, Sam encontró a Frodo a orillas del río y partió con él en una de las barcas antes de que Aragorn les encontrara.

### Las dos torres
Las dos torres es el segundo de los tres volúmenes. En un principio, Tolkien lo tituló El Anillo en la Sombra, aunque, poco después, lo cambió por La Sombra se alarga. Diez días después de este cambio, Tolkien escribió a su editor, Rayner Unwin, y le propuso el título Las dos torres, que finalmente sería el escogido. Con respecto a qué dos torres se refiere en este título, Tolkien no lo dejó claro. En esa misma carta, el autor le decía a Unwin que la identidad de las torres queda en la ambigüedad, pues podría referirse a Orthanc y Barad-dûr (las dos torres relacionadas con el enemigo), a Minas Tirith y Barad-dûr (las dos torres más poderosas de cada bando), o a Orthanc y Cirith Ungol (las dos torres que aparecen en los últimos momentos de la trama de cada libro). En una carta posterior, Tolkien asegura que se tratan de Orthanc y Cirith Ungol, pero debido a la importancia dada a la oposición entre Barad-dûr y Minas Tirith, la identidad quedaba equívoca.
El libro está subdividido a su vez en dos partes, los libros III y IV, que durante el tiempo que Tolkien decidió que los seis libros llevaran nombre, estos dos fueron bautizados como La traición de Isengard y El Anillo va al Este. respectivamente. Sin embargo, en el manuscrito conservado en la Universidad Marquette, los títulos que aparecen son: La traición de Isengard  y El viaje de los portadores del Anillo.

#### Libro III
Tras la huida de Frodo y Sam en Parth Galen, Boromir muere a manos de los Uruk-hai mientras protegía a Merry y Pippin, los cuales son apresados por los sirvientes de Saruman. Aragorn, Legolas y Gimli deciden entonces perseguirles con el fin de rescatar a los dos hobbits.
A partir de ese momento, la narración se divide en varias partes: por un lado, la persecución de los tres cazadores y por otro, las peripecias de Merry y Pippin en manos de los Orcos. En la primera, los tres cazadores se encuentran con el Éored Rohirrim de Éomer, Mariscal del Reino de Rohan, quien les informa sobre la Batalla en los lindes de Fangorn en donde, aparentemente, habrían perecido los dos hobbits. Esta parte culmina cuando Aragorn descubre huellas, en el campo de batalla, que los llevan a internarse en el Bosque de Fangorn y a reencontrarse con Gandalf, ahora convertido en el Mago Blanco.

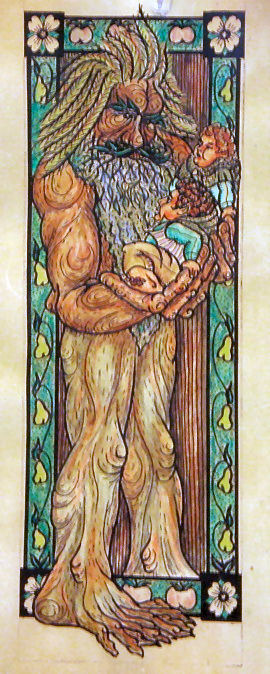
Representación de Bárbol con los hobbits Merry y Pippin.

Por otra parte, Merry y Pippin van dejando señales para que los cazadores los rescaten, pensando en ardides para escapar, sufriendo la tortura y el cansancio. Al final, los hobbits consiguen escaparse en medio de la batalla y refugiarse en el bosque de Fangorn, donde se encuentran con Bárbol, un ent. Este los lleva al interior del bosque a su casa (una vez que descubre que no se trata de orcos), ayudándolos a reponerse de las fatigas y enterándose de las noticias del mundo exterior. Al otro día, el ent convoca a una asamblea de sus congéneres para definir lo que harán ante el peligro que representa Saruman para Rohan y por ende a Gondor y al oeste.
Luego del reencuentro con Gandalf, los tres cazadores y el mago se dirigen a Edoras, en donde liberan a Théoden, rey de Rohan, de la influencia maligna que ejercía el Mago de Isengard a través de su sirviente Gríma. Frente a la inminencia del ataque de Saruman, Gandalf aconseja al rey de Rohan replegarse al Abismo de Helm para defender mejor el territorio, cosa que así hacen. Mientras preparan el repliegue, el mago se va de Meduseld con la intención de seguir una estrategia prefijada para derrotar a su oponente. En esta parte, se produce la Batalla del Abismo de Helm en donde las fuerzas combinadas de Rohirrim y los ucornos, tras la oportuna llegada de Gandalf con Rohirrim del Folde Oeste, derrotan por completo al ejército de la Mano Blanca.
Estas historias confluyen en los últimos cuatro capítulos del libro III: tras la batalla, una comitiva integrada por Théoden, Gandalf, Aragorn, Légolas, Gimli, Éomer y una treintena de caballeros parten hacia Isengard. Al llegar son recibidos, para sorpresa de todos, menos de Gandalf, por Merry y Pippin, que están sentados en los escombros de las Puertas de Isengard. Los hobbits disfrutan de un segundo desayuno mientras cuentan a sus amigos todas las experiencias vividas desde su separación, y relatan cómo los ents derrotaron a Saruman y destruyeron Isengard.
Más tarde, se dirigen a Orthanc para mantener un diálogo con el Mago Blanco, que quedó atrapado dentro de la torre. La intención de Gandalf era darle otra oportunidad a Saruman para que se retractara de sus actos y los ayudara a vencer a Sauron. Pero él se niega y entonces deciden dejarle en custodia de Bárbol y encerrado en Orthanc. Previo a ello, Gríma arroja un objeto que Gandalf se apresura a guardar entre sus ropas, quitándoselo a Pippin.
Pippin, intrigado y curioso con el objeto que Gandalf guardaba celosamente, y aprovechando que todos dormían en el campamento de Dol Baran, toma el objeto y sin saber que se trataba de la Palantir de Orthanc lo mira, quedando atrapado por la mirada de Sauron, puesto que este estaba comunicado con Barad-dûr. Tras tener horribles visiones, involuntariamente el hobbit revela a Sauron la estrategia de Gandalf. Esta desafortunada acción obliga al mago a llevar a Pippin a Minas Tirith, capital del Reino de Gondor, para ponerlo a salvo del «Señor Oscuro» y para preparar la defensa de la ciudad ante la precipitación de los acontecimientos.

#### Libro IV
Tras su separación del resto de la Compañía, Frodo y Sam emprenden el camino hacia Mordor por las Emyn Muil. Tras varios días vagando en busca de caminos que les permitieran descender hacia el este, se encuentran con Gollum, que había estado siguiéndolos desde Moria. Frodo acaba consiguiendo, primero bajo amenazas y luego con argumentos convincentes, que la criatura les guíe hacia Mordor.
Tras salir de Emyn Muil y atravesar la Ciénaga de los Muertos, llegan hasta la Puerta Negra. Sin embargo, la enorme cantidad de enemigos custodiándola les imposibilita entrar en Mordor por ella y, por consejo de Gollum, los viajeros deciden tomar camino hacia el paso de Cirith Ungol, que se suponía menos vigilado por Sauron.

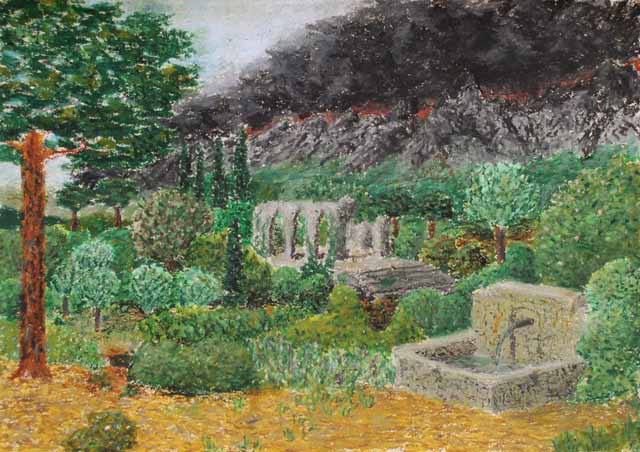
Dibujo de Ithilien, por Matěj Čadil.

En Ithilien, y debido a un descuido de Sam, que no había apagado totalmente el fuego usado para hacer la comida, Faramir y un grupo de montaraces los atrapan y ponen bajo custodia, mientras libraban una escaramuza con las tropas del Harad. Gollum, que había escapado cuando Frodo y Sam son descubiertos por los montaraces, acaba siendo capturado también ante los ojos de Frodo, hecho que hace que la criatura se sienta defraudada y traicionada por su «amo», provocando así que vuelva a aparecer su personalidad obsesionada con el Anillo. Al descubrir Faramir la existencia del objeto, y por lo tanto, el motivo del viaje, comienza a debatirse en contradicciones sobre qué hacer con él, aunque finalmente y contra las leyes de su reino, el capitán deja libre a los hobbits para que continúen su marcha.
En el valle del Morgul, Gollum desaparece varias veces, planeando su traición y yendo a hurtadillas a preparar el terreno. Tras llegar al desfiladero de Cirith Ungol y ver la salida de las tropas del Rey Brujo, que marchaban hacia Minas Tirith, los viajeros parten por la «escalera recta» hacia Mordor. Tras ascender, entran en Torech Ungol, donde Gollum vuelve a desaparecer para alertar a Ella-Laraña, una araña gigante, sobre la presencia de los hobbits. Estos son atacados justo cuando descubren una salida; Frodo es picado por la araña y entra en un estado de inconsciencia que se asemeja a la muerte, que no llega a ocurrir gracias a la intervención de Sam, que lucha contra la araña y la obliga a huir, malherida.
Sam, al ver a su amo aparentemente muerto, decide continuar con la misión él solo y tras tomar el Anillo Único, emprende el camino hacia el Morgai; pero solo había recorrido unos metros cuando ve que el cuerpo inerte de Frodo es llevado por unos orcos. Afortunadamente, Sam les oye comentar entre sí que Frodo no está muerto, sino solo inmovilizado por el veneno de la araña. Oculto por el Anillo, el hobbit marcha hacia la Torre de Cirith Ungol para rescatar a su amo.

### El retorno del Rey
El retorno del Rey es el tercero y último de los tres volúmenes. A la hora de su publicación se dudó entre que se llamara La Guerra del Anillo o El retorno del Rey, pues mientras que Allen & Unwin encontraba el último comercialmente más atractivo, J. R. R. Tolkien prefería el primero porque no revelaba excesivamente detalles de la trama y, sobre todo, el final de la historia; finalmente, el autor acabó cediendo al título que preferían los editores.
El volumen también está subdividido a su vez en dos partes, los libros V y VI, que originalmente llevaban los títulos La Guerra del Anillo y El fin de la Tercera Edad, antes de ser anulados.
En un principio la novela acababa con un epílogo en el que se veía a Sam, a su mujer Rosita Coto y a los hijos de ambos, años después de la Guerra del Anillo y en el que el cabeza de familia les leía una carta de Aragorn, quien en pocos días haría una visita a la frontera de la Comarca. No obstante, Tolkien acabó siendo convencido para que no incluyera este epílogo, a pesar de que él lo consideraba necesario. Tiempo después, Christopher Tolkien lo recogería junto a sus distintas versiones en El fin de la Tercera Edad, cuarto volumen de la colección titulada La historia de El Señor de los Anillos.

#### Libro V
Gandalf y Pippin cabalgan hacia Minas Tirith a lomos de Sombragrís y, tras varios días de viaje, llegan a la ciudad y se presentan ante el senescal Denethor. Pippin le cuenta los sucesos ocurridos en Parth Galen, incluyendo la muerte de su hijo, y acaba ofreciéndole sus servicios como pago por la deuda de gratitud hacia Boromir.
Mientras tanto, de camino a Edoras, Aragorn y el rey Théoden se encuentran cerca de los Vados del Isen con Halbarad, Elladan, Elrohir y una compañía de montaraces del norte, que le transmiten al dúnadan el consejo de Galadriel y, junto a ellos, Aragorn decide tomar el Sendero de los Muertos, por donde pueden llegar al sur de Gondor y así intentar detener a los corsarios de Umbar, que, habiendo tomado la ciudad y puerto de Pelargir, se disponían a enviar una flota de apoyo al Rey Brujo. Legolas y Gimli también parten con Aragorn hacia el sendero y allí convocan a los muertos de El Sagrario para que éstos, que debían cumplir con un juramento hecho a Isildur en el pasado para librarse de su maldición, les acompañaran en su lucha contra los corsarios.
Al quinto día de estadía de Gandalf y Pippin en Minas Tirith, una sombra espesa oculta la luz del sol y da comienzo el sitio de la ciudad por parte del ejército del Rey Brujo. Faramir es obligado a retirarse de su puesto en el Rammas Echor y huye hacia la ciudad, donde informa a Gandalf sobre Frodo y el camino que ha tomado para entrar en Mordor. Denethor, que comienza a mostrar síntomas de locura, envía a su hijo de vuelta al Rammas Echor en una misión imposible para intentar detener al enemigo; la misión fracasa y Faramir regresa gravemente herido por el Hálito Negro de los Nazgûl, hecho que termina por enloquecer a Denethor, quien decide llevar su cuerpo a la Casa Mortuoria de los Senescales en Rath Dínen con la intención de que ambos fueran quemados en una pira funeraria. Pippin, tras presenciar el ataque de locura de Denethor, acude en busca de Gandalf. Mientras tanto, los ejércitos del Rey Brujo terminan de sitiar la ciudad y lanzan un ataque contra la Gran Puerta de Minas Tirith, que es derribada con la ayuda de un gigantesco ariete llamado Grond. Entonces el Rey Brujo entra en la ciudad y Gandalf, que dirigía la resistencia, sale a su encuentro, enfrentándose cara a cara con el Nazgûl.

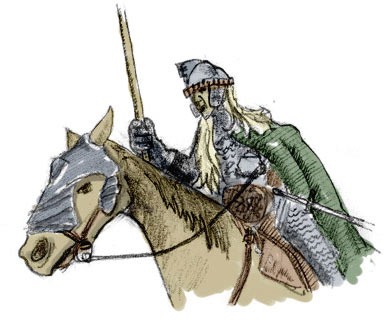
Representación de un caballero de Rohan.

En Rohan, Théoden reúne a sus tropas en un lugar conocido como El Sagrario. Durante la cena, el rey recibe la visita de Hirgon, un emisario del senescal Denethor que le trae la flecha roja, una señal por la cual Gondor demandaba ayuda a Rohan ante casos de necesidad. Esto, junto con la espesa nube negra enviada desde Mordor y que cubrió toda la región del sur del río Anduin, apresuró la movilización del ejército de Rohan y seis mil lanceros se dispusieron a partir hacia Minas Tirith. Merry es liberado de los servicios al rey Théoden debido a que su escaso tamaño les supondría un problema a la hora de encontrar un caballo veloz para él y sería un estorbo para cualquier jinete que lo llevara en su grupa. Cuando el ejército estaba partiendo, un jinete que se hace llamar Dernhelm toma a Merry y lo monta con él, ocultándole entre los ropajes. El ejército se vio obligado a acampar en el Bosque de Drúadan, ya que según los batidores algunas millas más adelante les esperaba un ejército de orcos. Gracias a la ayuda de Ghân-buri-Ghân, jefe de la raza drúedain que habitaba en dicho bosque, los rohirrim tomaron un camino alternativo y, al sexto día de cabalgata, llegaron al Rammas Echor. Théoden dispuso las tropas y se lanzó al ataque, justo en el momento en el que el Rey Brujo penetraba en Minas Tirith.
Fue entonces cuando comenzó la batalla de los Campos del Pelennor. Los rohirrim hicieron retroceder al enemigo y los hombres de Gondor rompieron el sitio, saliendo a luchar a campo abierto. Durante la batalla, el Rey Brujo ataca a Théoden y su caballo, Crinblanca, se asusta y voltea a su jinete, cayendo sobre él. No obstante, cuando el Nazgûl se disponía a rematar al rey, Dernhelm se interpone entre ellos y revela su verdadera identidad, Éowyn, la sobrina del rey y hermana de Éomer. Merry, que estaba observando la escena, toma su espada y le da al Nazgûl una estocada en el tendón, mientras Éowyn, con un brazo malherido, descarga un golpe con su espada sobre el yelmo del Rey Brujo, quien muere. Es entonces cuando llegan a Harlond los barcos de los corsarios y los orcos ven sorprendidos como bajan de ellos Aragorn, Legolas y Gimli, acompañados de cientos de hombres del sur de Gondor que se suman a la batalla y consiguen la victoria.
Gandalf, quien había sido alertado por Pippin, vuelve al sexto círculo de Minas Tirith durante la batalla para tratar de detener a Denethor. Al llegar a Rath Dínen se traba en lucha con el enloquecido senescal y logra rescatar al moribundo Faramir, mas no a Denethor, que muere en la pira.
Finalizada la batalla, los capitanes de los ejércitos deciden, por idea de Gandalf, desviar la atención de Sauron para que Frodo pueda cumplir su misión y, con las fuerzas que les quedan, se dirigen hacia la Puerta Negra. Una vez allí y tras negarse a las condiciones de Sauron, se inicia una batalla.

#### Libro VI
Debido a la codicia que despertó entre ellos la cota de malla de mithril de Frodo, los orcos de Cirith Ungol acabaron matándose entre ellos, facilitando así el rescate de su amo por parte de Sam. Disfrazados con ropajes de orcos, los hobbits emprenden el viaje hacia el Orodruin, durante el cual son incorporados a una tropa de orcos, aunque poco después logran huir.
Tras dos días de marcha y después de haberse deshecho de todo peso inútil, llegan a los pies del Monte del Destino. Al borde del agotamiento, Sam comienza a trepar la montaña cargado con el cuerpo casi exánime de su amo, debido al agotamiento producido por el Anillo. Pasada la mitad del sendero, son atacados por Gollum y mientras Sam se hace cargo de él, Frodo continúa ascendiendo; pero Sam es incapaz de matar a la criatura y le deja marcharse cuesta abajo. Sam va entonces en busca de Frodo y llega a los Sammath Naur, donde le encuentra al borde de la Grieta del Destino. Sin embargo, el Anillo termina de apoderarse de la voluntad de Frodo y, tras negarse a arrojarlo a la lava, se lo pone. En ese momento reaparece Gollum, que deja medio inconsciente a Sam y lucha contra un invisible Frodo, arrancándole de un mordisco el dedo anular de la mano, con el Anillo en él. Tal es la alegría de Gollum por haber recuperado su tesoro que, sin darse cuenta, se cae por la grieta, muriendo y destruyéndose así el Anillo. Sauron es derrotado por fin, junto con todas sus obras, y el Orodruin estalla en llamas, consumiendo en el aire a los Nazgûl, que en esos momentos se dirigían allí por el Anillo.
Mientras tanto, en la Puerta Negra, los guerreros de Rohan y Gondor aprovechan el desconcierto de los enemigos para contraatacar y les derrotan.
Días después, Sam y Frodo despiertan en Ithilien. Habían sido rescatados de las laderas del Orodruin por Gwaihir y dos águilas más que fueron conducidas por Gandalf hasta el lugar. Tras recuperarse físicamente, se dirigieron a Minas Tirith, donde asistieron como héroes a la coronación de Aragorn y a la unión de este con Arwen, la hija de Elrond. Éomer se convirtió en el nuevo rey de Rohan, y su hermana Éowyn se casó con Faramir, que fue nombrado senescal.
Tras acudir al funeral del Rey Théoden en Edoras, los miembros de la Compañía pusieron rumbo a Rivendel, y durante el viaje tomaron distintos caminos. En su paso por Orthanc, Bárbol les informó que había dejado escapar a Saruman, a quien más tarde encontraron en las Tierras Brunas junto a Lengua de Serpiente, negándose ambos a recibir ayuda. Una vez en Rivendel, Frodo se reencontró con Bilbo, que le entregó el Libro Rojo de la Frontera del Oeste para que continuara escribiendo sobre sus aventuras. Un mes más tarde, los cuatro hobbits y Gandalf iniciaron el camino de regreso hacia la Comarca, aunque el mago solo les acompañó hasta el Bosque Viejo y entonces se marchó para visitar a Tom Bombadil.
Al llegar a la Comarca, los hobbits la encontraron tomada por dunlendinos que seguían las órdenes de Saruman. Sin embargo, Frodo, Sam, Merry y Pippin, con ayuda de otros hobbits, acaban derrotando a los invasores en lo que se conoció como la Batalla de Delagua. En Hobbiton encuentran a Saruman y a Gríma. Este último, cansado de las humillaciones del primero, le da muerte, siendo a su vez muerto a flechazos por los hobbits. Tras ello, comienza el llamado Saneamiento de la Comarca, donde tuvo lugar la reconstrucción de la Comarca.
Un año después y como había sido previsto en Rivendel, Frodo, acompañado por Sam, Merry y Pippin, se encuentra en el Bosque Cerrado con Gandalf, Elrond, Galadriel, Bilbo y una comitiva de elfos y juntos viajan hacia los Puertos Grises. Allí los esperaba Círdan, y tras una dolorosa despedida de Sam, Merry y Pippin, Frodo, Bilbo, Elrond, Gandalf, Galadriel y los elfos parten en un barco hacia las Tierras Imperecederas.

### Apéndices
Los apéndices de El Señor de los Anillos recogen una serie de historias cortas sobre el legendarium de Tolkien, cronologías, genealogías y notas sobre las lenguas ficticias del libro:
- Apéndice A: recoge unos anales sobre los gobernantes del legendarium de Tolkien, desde Númenor, pasando por Gondor y Arnor, hasta las casas de Eorl y de Durin. Además de listar dichos gobernantes, incluye breves relatos sobre la historia de cada casa y un fragmento sobre la historia de amor entre Aragorn y Arwen.
- Apéndice B: recoge una cronología de la Segunda y la Tercera Edades del Sol, haciendo especial hincapié en los hechos que se narran en El Señor de los Anillos. También se recogen los pocos acontecimientos conocidos de la Cuarta Edad del Sol, aunque fechados según el Cómputo de la Comarca.
- Apéndice C: recoge los árboles genealógicos de distintas familias hobbit, entre las que se encuentran los Bolsón, los Brandigamo, los Tuk y la familia de Sam Gamyi. En este último entran, además de los propios Gamyi, los Coto y los Cavada.
- Apéndice D: recoge una explicación sobre los distintos calendarios que se usan en la Tierra Media.
- Apéndice E: recoge las reglas de escritura, ortografía y pronunciación de las tengwar y las angerthas, los tipos de letras usados en las lenguas creadas por Tolkien para su obra.
- Apéndice F: recoge un texto en el que Tolkien habla sobre las lenguas que utilizan los distintos pueblos de la Tierra Media en la Tercera Edad del Sol y sobre su traducción.

## Composición
El Señor de los Anillos fue iniciado como una secuela de El hobbit, una historia de fantasía publicada en 1937 y que en un principio había sido escrita por Tolkien para sus hijos. La popularidad de El hobbit provocó que la editorial George Allen & Unwin pidiera a Tolkien más historias relacionadas con la novela y, de esta forma, el autor comenzó a escribir la que se convertiría en El Señor de los Anillos y que no acabaría hasta doce años después, en 1949.
En un principio, Tolkien no tuvo la intención de escribir una secuela de El hobbit y en su lugar ofreció a su editorial varios cuentos infantiles, como Roverandom, escritos algunos años atrás. Sin embargo, a lo que Tolkien dedicaba más tiempo era a esbozar la historia de Arda, que ya había iniciado en 1917. El autor murió antes de que pudiera terminar y preparar este trabajo, hoy conocido como El Silmarillion, pero su hijo Christopher lo editó  aun estando lleno de lagunas y lo publicó en 1977. Algunos biógrafos de Tolkien consideran El Silmarillion como el verdadero «trabajo de su corazón», puesto que es al que más tiempo dedicó en toda su vida y el que proporciona el contexto histórico y lingüístico de su obra más popular, El Señor de los Anillos.
A pesar de ello, Tolkien acabó siendo persuadido por Stanley Unwin, presidente de la editorial George Allen & Unwin por aquel tiempo, para que escribiera la continuación de El hobbit y, en diciembre de 1937, empezó a desarrollarla. En un primer momento, escribió varias versiones de una historia en la que Bilbo Bolsón, el protagonista de El hobbit, había gastado todo el tesoro que encuentra en dicha novela e iba en busca de otra aventura para ganar más. Sin embargo, Tolkien recordó el Anillo y sus poderes y decidió escribir sobre ello, aunque conservando muchas cosas de las versiones descartadas. También decidió sustituir a Bilbo como protagonista principal, primero creando a su hijo, Bingo, pero descartándole también debido a que generaba algunas cuestiones difíciles, como la creación de una esposa para Bilbo y el motivo de que ésta no estuviera en la historia. Así fue como surgió el personaje de Frodo Bolsón, también llamado Bingo en un principio. Técnicamente, Tolkien hizo que Frodo fuera el primo segundo de Bilbo, pero debido a la diferencia de edad ambos se consideran a sí mismos tío y sobrino, respectivamente. A partir de aquí, la historia tomó rumbo, aunque estuvo sometida a constantes revisiones y modificaciones.
Debido al carácter perfeccionista de Tolkien y a que era interrumpido con frecuencia debido a sus obligaciones académicas, especialmente las de examinador, la composición de la novela fue lenta y a intervalos de tiempo. Tolkien iba enviando copias de los capítulos acabados a su hijo Christopher, a su amigo C. S. Lewis y al hijo de Unwin, Rayner, que le servían como críticos. Tras haber reescrito la historia en tres ocasiones desde el principio hasta la llegada a Rivendel, en 1940 abandonó su redacción durante un tiempo, dejando a la Compañía del Anillo, aún sin Legolas y Gimli, ante la tumba de Balin en Moria. En enero de 1941, reinició la escritura hasta antes de 1943, año que de nuevo estuvo casi en blanco. En abril de 1944, comenzó a escribir el libro IV y avanzó rápidamente, acabándolo en junio. En octubre, Tolkien comenzó con el libro V, que le llevó bastante tiempo, y a principios de diciembre le envió una carta a Stanley Unwin en la que le comunicaba la posibilidad de que la novela estuviera acabada antes de que finalizara el año. Sin embargo, subestimó el alargado final que estaba elaborando, que, junto con sus obligaciones y la escasez de papel debido a la posguerra, le impidió finalizarla. El Señor de los Anillos se terminó de manera efectiva en 1948, pero Tolkien estuvo revisando el trabajo hasta 1954, el mismo año de la publicación.
Una vez finalizada la obra, hubo alguna disputa entre Tolkien y la editorial George Allen & Unwin, hecho que llevó al primero a ofrecer El Señor de los Anillos a HarperCollins. Sin embargo, la editorial acabó rechazándola debido a su extensión y a las presiones de Tolkien, y finalmente, George Allen & Unwin fue la encargada de su publicación.
Tras el masivo éxito de El Señor de los Anillos, Tolkien consideró una secuela titulada La nueva sombra, que se situaría en los días del reinado de Eldarion, hijo de Aragorn. Tolkien nunca fue muy lejos con esta secuela, ya que tenía más que ver con la naturaleza humana que con la lucha épica, y las pocas páginas que escribió fueron publicadas por Christopher Tolkien en Los pueblos de la Tierra Media.

## Influencias
El Señor de los Anillos fue desarrollado por su autor como una exploración personal de sus intereses en filosofía, religión (particularmente el catolicismo), cuentos de hadas y mitología, especialmente la nórdica, pero también fue decisiva la influencia de los efectos de su servicio militar durante la Primera Guerra Mundial. J. R. R. Tolkien creó un completo y detallado universo de ficción (Eä) en el que fue establecido El Señor de los Anillos y muchas partes de dicho mundo están influenciadas por otras fuentes, como él admitió abiertamente.
Tolkien describió El Señor de los Anillos a su amigo, el jesuita inglés Robert Murray, como un trabajo fundamentalmente religioso y católico, de manera inconsciente al principio, pero de forma consciente durante la revisión. Hay muchos temas teológicos subyacentes a la narrativa, incluyendo la batalla del bien contra el mal, el triunfo de la humildad sobre el orgullo y la intervención de la gracia divina. La novela incluye también temas en los que se incorporan la muerte y la inmortalidad, la misericordia y la piedad, la resurrección, la salvación, el arrepentimiento, el sacrificio, la voluntad, la justicia, el compañerismo, la autoridad y la curación. Además, la oración del Padre nuestro «No nos dejes caer en la tentación y líbranos del mal» estuvo presente en la mente de Tolkien cuando describió la lucha de Frodo contra el poder del Anillo Único. Sin embargo, el propio autor afirmó que durante la revisión de la obra eliminó toda referencia a la religión, ya que quería que los elementos religiosos quedaran absorbidos en la historia y el simbolismo.
Algunos autores defienden que varios de sus personajes están inspirados en personajes históricos cristianos, como Galadriel por la Virgen María, los Eorlingas como caballeros cruzados católicos de la Edad Media, o Aragorn asociado a la figura de Cristo rey como elegido para acabar con el maligno Sauron, que representaría a Lucifer. A su vez, Gandalf también se ha identificado por algún autor con el misionerio anglosajón San Bonifacio defendiendo la civilización frente a los bárbaros del Este.
Los temas religiosos no cristianos también tienen fuertes influencias en la Tierra Media, siendo las mitologías del norte de Europa las más conocidas. Sus enanos están basados en aquellos que aparecen en la mitología nórdica y muchos personajes recibieron nombres de ella misma: Thorin Escudo de Roble, Dwalin, Balin, Kíli, Fíli, Bifur, Bofur, Bombur, Dori, Nori, Ori, Óin, Glóin, Thráin, Thrór, Dáin, Náin y Durin fueron tomados por Tolkien de la Edda poética, una colección de poemas escritos en nórdico antiguo, y más concretamente del Völuspá, el primero de ellos. También el nombre de Gandalf está tomado de dicha obra, pero su figura está particularmente influida por la deidad Odín, en su encarnación como Vegtamr, un anciano de larga barba blanca, con un sombrero de ala ancha y un bastón de caminante; Tolkien afirmó que concibió a Gandalf como un «caminante odínico».
La mitología finesa, y más concretamente la epopeya Kalevala, fue reconocida por Tolkien como influencia en la Tierra Media. De forma similar a El Señor de los Anillos, el tema del Kalevala se centra en torno a un objeto mágico de gran poder, el Sampo, que otorga gran fortuna a su propietario, pero nunca se hace evidente su naturaleza exacta. Al igual que el Anillo Único, el Sampo es combatido por las fuerzas del bien y del mal, y acaba siendo destruido al final de la historia. Otro paralelismo es el mago del Kalevala, Väinämöinen, que tiene muchas similitudes a Gandalf en sus orígenes inmortales y en su sabia naturaleza, y, en ambas obras, los magos parten al final en un barco a las tierras situadas más allá del mundo mortal. Tolkien también basa el quenya, una de las lenguas élficas, en el finés. Por el contrario, la otra lengua élfica, el sindarin, está basada en el galés, siendo la estructura fonética de ambas muy similar.
Se ha dicho en numerosas ocasiones que Tolkien también tomó prestados elementos de la saga Völsunga, base de la serie de óperas de Richard Wagner titulada El anillo del nibelungo; especialmente, se ha dicho que el Anillo Único está influido por un mágico anillo de oro, el Andvarinaut. Sin embargo, en una carta que Tolkien escribió a la editorial George Allen & Unwin en la que criticaba el comentario que se había introducido para la traducción al sueco de la novela y en la que se hacía referencia a estas influencias, les decía que la única semejanza entre su anillo y el Andvarinaut era que ambos «eran redondos» y concluía con que la saga escandinava «no tiene absolutamente nada que ver con El Señor de los Anillos».
No obstante, el tópico del anillo de poder tiene similitudes con una obra más antigua. El filósofo griego Platón, en el Libro II de La República, cuenta en un breve pasaje la leyenda de Giges, un pastor que encuentra un anillo que le permite volverse invisible y desencadena su ambición de usurpar el trono del Reino de Lidia.

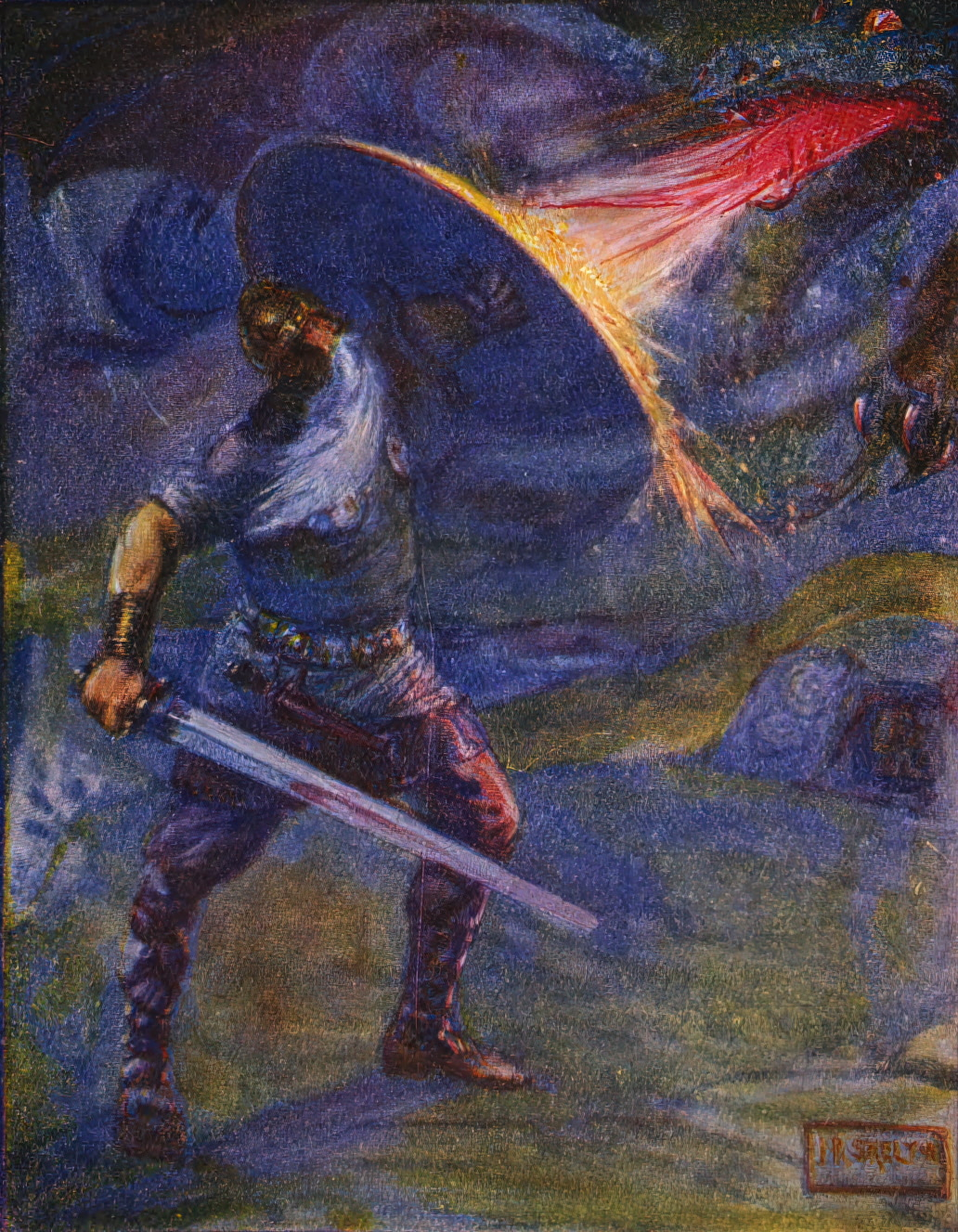
Ilustración de Beowulf luchando contra un dragón.

El poema épico anglosajón Beowulf es otra de sus principales influencias. A Tolkien le gustaba mucho esta obra e incluso hizo una traducción y una interpretación sobre ella, encontrada años después de su muerte. El pueblo de Rohan, su cultura, organización social, características físicas y carácter, con la excepción de su vínculo con los caballos, están inspirados en los míticos pueblos anglosajones de Beowulf. Su lengua, el rohírrico, está inspirada en el anglosajón y algunos de los nombres de los rohirrim derivan directamente de este, por ejemplo Éomer («famoso en el mundo de los caballos») y Éowyn («orgullo de los caballos»).

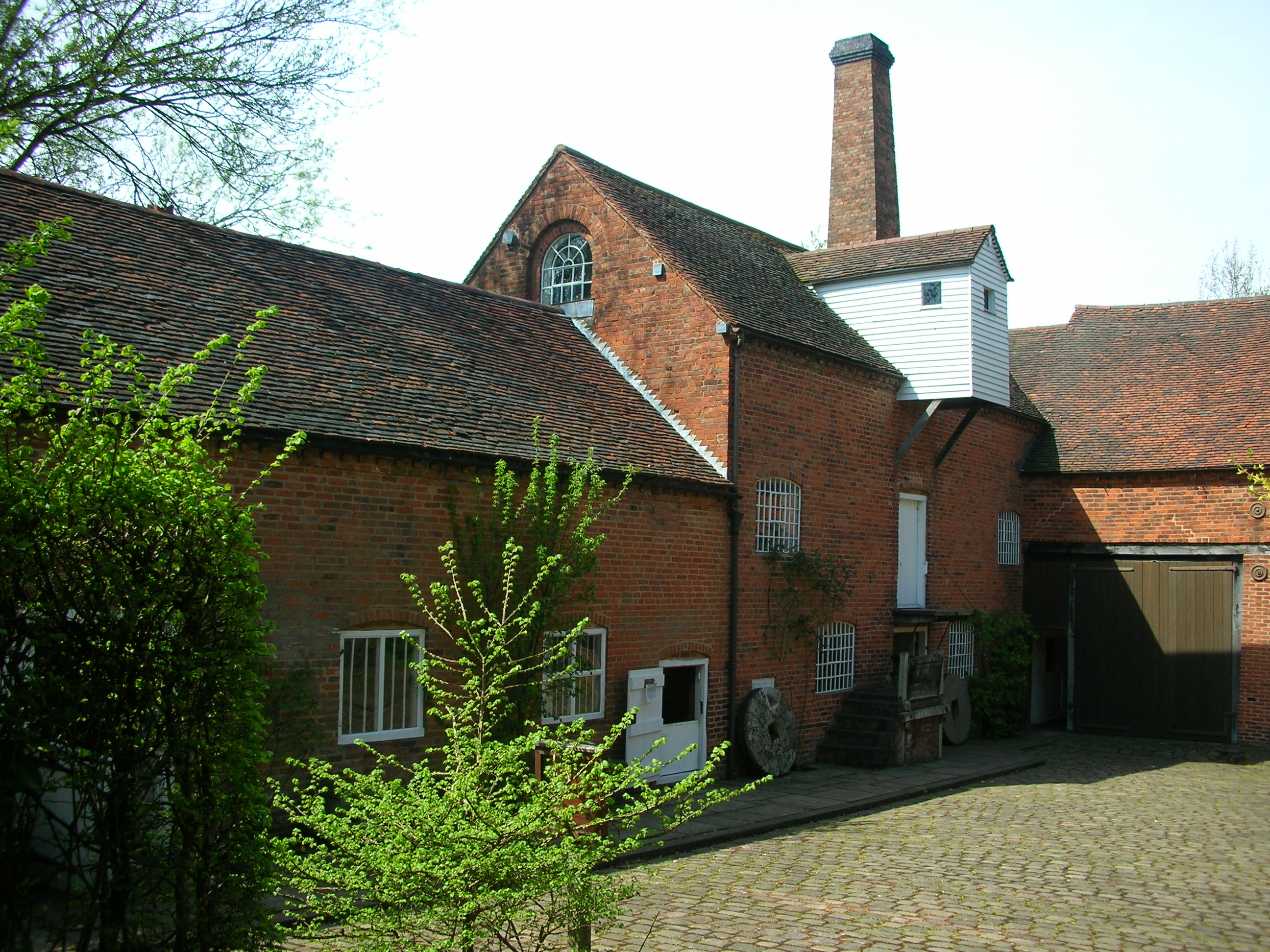
El molino de Sarehole, que sirvió de inspiración para la fábrica construida durante la invasión de la Comarca por parte del mago Saruman.

El Macbeth de William Shakespeare es otra de las influencias de Tolkien. La destrucción de Isengard por parte de los ents se inspiró en el acto V de la obra, donde el bosque de Birnam ataca el castillo de Dunsinane. Este hecho sorprendió a Tolkien cuando, en su época de colegial, acudió a la representación de Macbeth; sin embargo, quedó decepcionado al descubrir que eran hombres camuflados con ramas y no el bosque quien se movía. De este modo, en su obra decidió que los árboles fueran de verdad a la guerra como criaturas reales. Además, la forma de andar y hablar del ent Bárbol está inspirada en su amigo, el también escritor C. S. Lewis.
A un nivel más personal, algunos lugares están inspirados en la infancia de Tolkien en Sarehole y Birmingham, especialmente la Comarca de los hobbits, que era, en palabras del mismo Tolkien, «una parodia de la Inglaterra rural», inspirada por la idílica ideología de la Alegre Inglaterra, que se basa en un modo de vida pastoril que los habitantes de Inglaterra habrían disfrutado en algún punto entre la Edad Media y el comienzo de la Revolución industrial. El molino de Sarehole, hoy día convertido en un museo, fue la inspiración para la fábrica construida por los hombres de Saruman en sustitución del molino de la familia Arenas, y la cercana reserva natural de la turbera de Moseley sirvió probablemente de inspiración para el Bosque Viejo. La industrialización de la Comarca está basada en el testimonio de Tolkien sobre la extensión de la Revolución industrial en Warwickshire durante su juventud y, especialmente, las consecuencias deletéreas que provocó. Otros de estos lugares que influyeron a Tolkien son las torres victorianas de Edgbaston Waterworks y Perrott's Folly, bajo cuya sombra vivió durante su orfandad e inspirarían las imágenes de las torres oscuras de Orthanc y Minas Morgul.

## Publicación

### Publicación en inglés
La novela como tal fue encargada en 1939 por Stanley Unwin, presidente de la editorial George Allen & Unwin por esa época, que, con el deseo de aprovechar el éxito que había tenido El hobbit, le pidió a Tolkien una continuación. Una vez acabada, El Señor de los Anillos fue juzgada por la editorial y le dieron el visto bueno, aunque no estaban convencidos de que fuera a gustar al público debido a que su composición tenía un estilo mucho más adulto y maduro que El hobbit. Tolkien trató de aprovechar la publicación de El Señor de los Anillos para que El Silmarillion, obra en la que llevaba muchos años trabajando y que ya había sido rechazada anteriormente por la editorial, fuera publicada también; sin embargo, George Allen & Unwin no estaba dispuesta a hacerlo y Tolkien ofreció las obras a HarperCollins en 1950. Milton Waldman, miembro directivo de dicha editorial, se mostró interesado por ambas, pero en la primavera de 1952 decidió rechazarlas debido a su extensión y a las presiones de Tolkien, que empezaba a perder la paciencia ante las demoras de la publicación.
Finalmente George Allen & Unwin fue la encargada de publicar El Señor de los Anillos. Debido a la gran carestía de papel como consecuencia de la postguerra, la editorial propuso a Tolkien dividir la novela en tres tomos con el objetivo de publicarlos con al menos un año de separación y así abaratar los costes de su publicación. El autor nunca estuvo muy de acuerdo con esta decisión y su terquedad le costó vivir contando cada centavo durante más tiempo. A pesar de ello y aún sin los apéndices y los mapas, los libros fueron publicados: La Comunidad del Anillo el 29 de julio de 1954, Las dos torres el 11 de noviembre del mismo año, y El retorno del Rey casi un año después, el 20 de octubre de 1955. Más tarde, en 1966, se agregó a El retorno del Rey un volumen con los apéndices.

### Publicación en español
El libro tardó más de veinte años en traducirse al español. El responsable de ello fue un editor llamado Francisco Porrúa, quien a principios de la década de 1970 dirigía en Argentina una pequeña editorial de literatura fantástica llamada Minotauro, fundada por él mismo en 1954 y que, por ese entonces, era un apéndice de la editorial Sudamericana. Porrúa, conociendo la importancia de la obra en el mundo anglosajón, no dudó en tratar de conseguir los derechos y para ello contactó con la familia Muchnik, quien tenía en su poder los derechos de la obra en español y que ya había publicado El hobbit, pero que no así El Señor de los Anillos por falta de dinero. Fue así como en 1973 y por una suma cercana a los 1500 dólares, Porrúa le compró los derechos a la familia y se puso manos a la obra para publicarla.
En esos años la situación económica y social de Argentina era muy compleja y, junto con la demora de la editorial Sudamericana, Porrúa decidió trasladar Minotauro a España. De esta forma consiguió publicar la primera edición en español de La Comunidad del Anillo en junio de 1977, la de Las dos torres en noviembre de 1979 y la de El retorno del Rey en abril de 1980, todas con ilustraciones de Tolkien en la portada. Los encargados de la traducción fueron el propio Porrúa, quien firmó con su seudónimo Luis Domènech la traducción del primer volumen, y Matilde Horne que estuvo a cargo de los otros dos. Los apéndices, sin embargo, no se editaron hasta 1987 y fueron traducidos por Rubén Masera.
Las posteriores ediciones se realizaron íntegramente en España. En 1991 salió a la venta una edición de bolsillo, con dibujos en la portada de John Howe, que se reimprimió 32 veces hasta el año 2003. En 1993 se imprimieron en un solo volumen los tres libros, esta vez con ilustraciones de Alan Lee. La más reciente es una edición de bolsillo de los tres libros más apéndices, con dibujos de John Howe y Ted Nasmith, que se imprimió en el año 2006. Cabe aclarar que en todas las impresiones, salvo la de los apéndices, fueron respetadas las traducciones de la primera edición.

## Recepción
Antes de que se publicara El Señor de los Anillos, la editorial George Allen & Unwin e incluso el propio Tolkien temían una avalancha de críticas en contra de la novela; no obstante, recibió comentarios tanto malos como buenos, que iban desde terrible a excelente. Entre las críticas dominaban aquellas que tachaban la obra de infantil: el crítico estadounidense Edmund Wilson calificó la obra en el periódico The Nation como «basura adolescente», mientras que el escritor Edwin Muir decía que todos los personajes eran como niños que nunca llegarían a la pubertad. Otras críticas se debieron a la relación que Tolkien tenía con el escritor C. S. Lewis, que por aquella época era bastante impopular entre los críticos debido al tratamiento que daba a la religión en sus novelas. El autor le pidió a Lewis que escribiera un comentario sobre El Señor de los Anillos para su sobrecubierta y muchos lo vieron como propio de un bufón, debido a la comparación que hacía entre Tolkien y el poeta Ludovico Ariosto.

Jamás ha sido proyectado ningún mundo que a la vez sea tan variado y tan comprometido con sus propias leyes internas. Si Ariosto rivalizase en invención (que de hecho no lo consigue) todavía le faltaría su seriedad heroica.
C. S. Lewis.

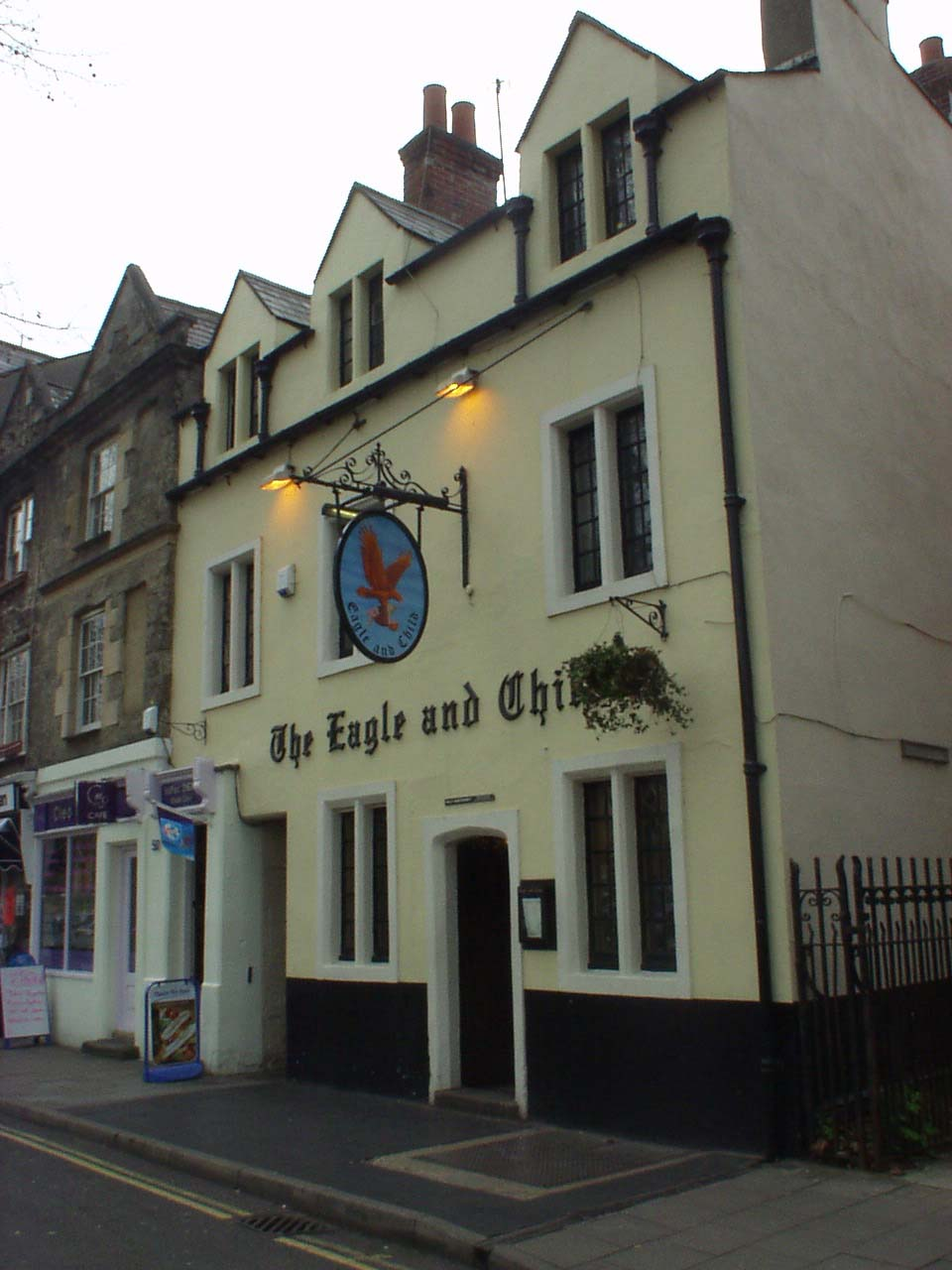
El pub Eagle and Child, lugar de reunión de los Inklings.

Algunos autores de ciencia ficción, como David Brin o Michael Moorcock, también criticaron la obra. Este último se convirtió en uno de los principales detractores de Tolkien y, en los años 1960, lideró un movimiento que consideraba obsoleta la lucha del Bien contra el Mal tal y como se presenta en El Señor de los Anillos. En su ensayo Pooh épico, Moorcock tacha a Tolkien de conservador, critica su percepción de la Alegre Inglaterra y califica la novela de infantil, además de compararla con Winnie the Pooh, el oso de la saga infantil creada por Alan Alexander Milne. Incluso dentro del propio grupo literario de Tolkien, los Inklings, los comentarios fueron diversos. El autor, al igual que los demás miembros del grupo, leía en sus reuniones algunos de los textos que iba escribiendo y Hugo Dyson, por ejemplo, se quejó durante una de las lecturas de El Señor de los Anillos diciendo «Oh no! Not another fucking elf!» («¡Oh no! ¡Otro jodido elfo no!»).
A pesar de ello, para Tolkien la recepción de la novela fue mejor de lo esperado, por opiniones como la de Herbert Dingle, que le elogiaba en The Guardian:

Haber creado una épica romántica tan emocionante, con su propia mitología y diversidad de personajes y paisajes, con esa enormidad de imaginación para la invención y descripción, y tal sentido sobrenatural subyaciendo a la abundancia de incidentes, es un hecho más que remarcable.

O la del periódico The Sunday Times que afirmaba que «el mundo se divide entre aquellos que han leído El hobbit y El Señor de los Anillos y aquellos que están a punto de leerlos». Además, las ventas de la novela vencieron a las críticas, ya que cosechó un respetable e inesperado éxito. 
A comienzos de los años 60 el libro empezó a tener más difusión en los círculos universitarios norteamericanos y en 1965 Richard Plotz, estudiante de la Universidad de Columbia, funda la primera Sociedad Tolkien dedicada al estudio y difusión de su obra. En 1967 Glen H. GoodKnight funda la Mythopoeic Society, que amplía su estudio a la obra de los miembros de los Inklings.
No obstante el modesto éxito inicial, acontecimientos editoriales y culturales fueron los que a mediados de los años 60 catapultaron la novela y a su autor al estatus de icono cultural y literario de primer orden. En 1965, aprovechando un vacío legal en Estados Unidos, la editorial Ace Books lanzó una edición en rústica sin la autorización del autor y sin abonar derechos a su creador. La edición no era ilegal en Estados Unidos pero representaba un gran perjuicio económico para Tolkien. Se desató lo que la prensa llamó «La guerra por la Tierra Media»: la disputa de las Empresas Tolkien con Ace Books que terminó con la publicación en octubre del mismo año de una nueva edición en rústica por Ballantine Books, autorizada y revisada por Tolkien. El autor, aprovechando la ya numerosa correspondencia de fanes que recibía, añadía en sus respuestas una nota pidiendo a sus lectores que divulgaran la edición de Ballantine y denostaran la de Ace. El resultado fue que, ya fuera en una u otra edición, las ventas del libro se dispararon convirtiéndolo, ahora sí, en un auténtico «best-seller». Su difusión coincidió con el auge de la contracultura y el movimiento hippie, los cuales vieron tratados en el libro temas como el amor, la amistad, la naturaleza, la ecología y un fuerte mensaje antibelicista y en contra del progreso descontrolado, convirtiéndolo junto a algunas otras obras, como el Dune de Frank Herbert, en uno de sus símbolos. En una época convulsa, en plena guerra de Vietnam, de lucha por los Derechos Civiles, la Primavera de Praga, el Mayo del 68, Watergate, etcétera, surgen los eslóganes«Frodo Lives!» («¡Frodo vive!») y «Gandalf for President» («Gandalf para presidente»), que fueron muy populares en la época y aparecían por doquier en grafitis en facultades, trenes, vagones de metro y de los que se elaboraron improvisados artículos como camisetas, pines o chapas.
Años después de la publicación de la novela comenzaron a aparecer algunas críticas que la calificaban, e incluso al propio Tolkien, de racista y fascista, principalmente debido a que las razas del bando bueno eran blancas, mientras que aquellas que estaban del lado de Sauron eran de piel morena. El escritor Fred Inglis intentó demostrar en uno de sus ensayos que El Señor de los Anillos era un mito protofascista. Sin embargo, las declaraciones hechas por Tolkien durante su vida contradicen estas acusaciones; durante la Segunda Guerra Mundial el autor expuso en varias ocasiones su desacuerdo con las ideas del fascismo, mientras que en una carta escrita tras una entrevista que le habían hecho, el autor expresaba su ofensa ante la sugerencia de que la Tierra Media correspondía con la Europa nórdica, ya que el término «nórdica», de origen francés, estaba asociado a teorías racistas.

Guardo en esta guerra un ardiente rencor privado contra ese cabal ignorante, Adolf Hitler. Arruina, pervierte, aplica erradamente y vuelve por siempre maldecible ese noble espíritu nórdico, suprema contribución a Europa, que siempre amé e intenté presentar en su verdadera luz.
J. R. R. Tolkien en una carta a su hijo Michael (9 de junio de 1941).

En España e Hispanoamérica, los diarios y suplementos literarios ignoraron la publicación de El Señor de los Anillos y la novela no obtuvo casi críticas; algunos medios se centraron simplemente en comentar el éxito de la novela en Inglaterra y los Estados Unidos. Sin embargo, a pesar de ello, se venden una media de 50.000 ejemplares anuales y la versión cinematográfica del director Peter Jackson aumentó considerablemente estas cifras.
En 1997 se realizó una macroencuesta en las librerías Waterstone's de Reino Unido y en la cadena de televisión Channel 4 para elegir al mejor libro del siglo y El Señor de los Anillos fue el ganador. De nuevo las críticas volvieron a surgir y algunos llegaron a acusar a la Tolkien Society de haber amañado la encuesta; el propio biógrafo de Tolkien, Humphrey Carpenter, se unió al grupo que hizo esta acusación. Sin embargo, nuevas encuestas hicieron silenciar las acusaciones: en la realizada por el periódico The Daily Telegraph la novela volvió a salir ganadora y Tolkien como mejor autor. Dos meses después, los miembros de la editorial Folio Society eligieron El Señor de los Anillos como la mejor obra de todos los siglos en Gran Bretaña, descartando así cualquier intento de amañar los resultados. En 1999 Amazon.com, una librería virtual de Internet, realizó otra encuesta y la novela fue elegida como el libro del milenio. En España, el suplemento cultural del diario ABC realizó una encuesta similar, con un número de 9.320 participantes, y El Señor de los Anillos obtuvo la séptima posición.

## Adaptaciones

### Radiofónicas

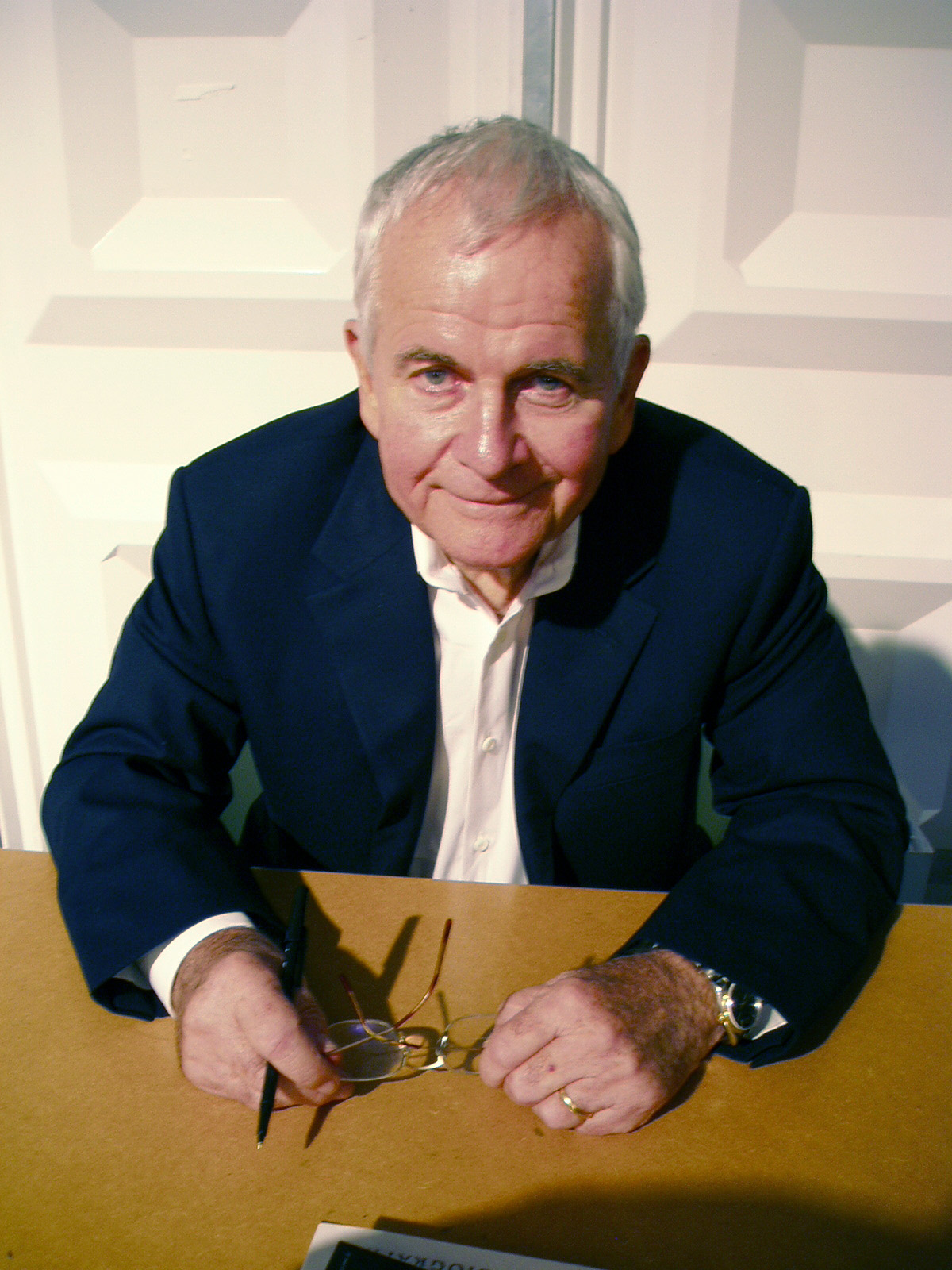
El actor Ian Holm prestó su voz al personaje de Frodo en la adaptación radiofónica de 1981 y años después interpretaría a Bilbo en la trilogía cinematográfica.

La primera adaptación de El Señor de los Anillos se hizo para la radio, entre los años 1955 y 1956. La BBC Radio realizó en Reino Unido una adaptación de doce episodios, seis dedicados a La Comunidad del Anillo y otros seis para Las dos torres y El retorno del Rey, todos ellos adaptados y producidos por Terence Tiller. Sin embargo, aunque las adaptaciones ayudaron a dar a conocer los libros, a Tolkien le disgustaron. Las adaptaciones fueron, además, discutidas en el programa de la BBC The Critics («Los críticos») y los allí presentes mantuvieron la opinión de Tolkien, aunque confesaron no haber leído el libro y desviaron sus críticas hacia este y hacia el autor.
A principios de la década de 1960, la emisora de radio WBAI-FM de Nueva York emitió una breve adaptación de El Señor de los Anillos con música. Esta versión, que no había sido autorizada por Tolkien, fue suprimida más tarde por sus representantes legales.
En 1979, la National Public Radio emitió otra adaptación en Estados Unidos, producida por la compañía de radio The Mind's Eye y escrita por Bernard Mayes con un guion de aproximadamente once horas de duración. El propio Mayes se encargó de prestar su voz a algunos personajes, como Gandalf o Tom Bombadil, mientras que Bilbo estuvo a cargo de Ray Reinhardt, Frodo de James Arrington, Sam de Lou Bliss, Merry de Pat Franklyn, Pippin de Mac McCaddon y Aragorn de Tom Luce.
En 1981, la BBC Radio 4 emitió una nueva adaptación, dirigida por Jane Morgan y Penny Leicester y escrita por Brian Sibley y Michael Bakewell. Esta vez el guion se hizo para veintiséis episodios, con una duración de media hora cada uno. Si bien el guion sigue la historia del libro en casi todos los aspectos, el propio Sibley dijo que «no hay forma de acercarse exitosamente a la presentación dramática de esta historia». El actor Ian Holm, que más tarde interpretaría a Bilbo en las adaptaciones cinematográficas del director Peter Jackson, puso su voz a Frodo. En 1982 se reeditó la adaptación, agrupando los episodios en tan solo trece, de una hora de duración cada uno. En el año 2002, alentada por el éxito de las adaptaciones de Jackson, la BBC editó ligeramente la adaptación y la emitió de nuevo, publicándola también en casete y CD.

### Cine y televisión
En 1956, El Señor de los Anillos ya había atraído la atención del mundo del cine. La editorial George Allen & Unwin informó a Tolkien de que una compañía estadounidense quería hacer una versión en dibujos animados de la novela y el autor se mostró muy interesado. Meses después, Forrest J. Ackerman, el agente de la compañía cinematográfica, le enseñó a Tolkien algunos de los bocetos elaborados para la película, junto con fotografías de paisajes americanos en los que se podrían inspirar la Tierra Media. Tolkien les dio el visto bueno, pues no habían caído en la tentación de copiar el estilo de dibujos de Disney, sino que se basaron en los trabajos del ilustrador Arthur Rackham. Sin embargo, el guion elaborado por Morton Grady Zimmerman incluía numerosas modificaciones en la historia, como usar las águilas de medio de transporte habitual, convertir la posada «El Póney Pisador» en un hotel o el suicidio de Saruman. Tolkien se indignó cuando leyó el guion y se negó a que la obra fuera modificada de ese modo, cancelándose así la película.
El segundo intento de llevar El Señor de los Anillos a la gran pantalla ocurrió en 1967, de la mano del director estadounidense Stanley Kubrick, que quería hacer una versión de la novela con los miembros del grupo musical The Beatles como protagonistas: Paul McCartney como Frodo, Ringo Starr como Sam, George Harrison como Gandalf y John Lennon como Gollum. No obstante, todo quedó en un proyecto después de que Tolkien lo rechazara.

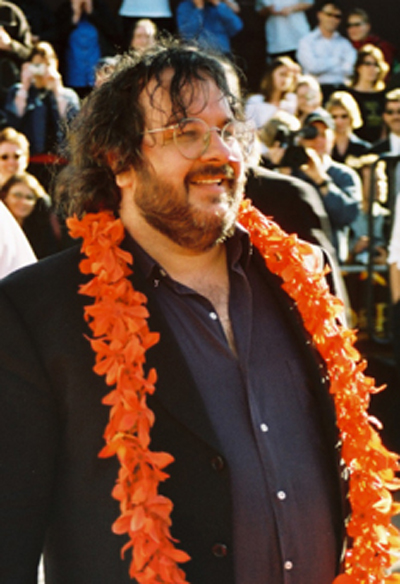
Peter Jackson, director de la trilogía cinematográfica sobre la obra de J. R. R. Tolkien.

La empresa United Artists, que había comprado parte de los derechos de El Señor de los Anillos, contrató al cineasta John Boorman para realizar una adaptación en imagen real a mediados de los años setenta. Se elaboró un guion para una sola película, de unas setecientas páginas y bastante adaptado, en el que desaparecían numerosos personajes, los Nazgûl montaban caballos sin piel, Arwen se convertía en una niña e incluso había una escena de sexo entre Frodo y Galadriel. Sin embargo, el coste de la película hizo que no se llevara a cabo. Ralph Bakshi, que se había unido al proyecto de Boorman, contactó con el por entonces presidente de Metro-Goldwyn-Mayer (MGM), Dan Melnick, y acordaron comprarle el guion a Boorman; pero Melnick fue despedido y no pudieron comprar el guion. Finalmente, United Artist aceptó distribuir la película, que fue dirigida por Bakshi, producida por Saul Zaentz y escrita por Peter S. Beagle. Fue hecha en formato de dibujos animados y rotoscopio, técnica en la que las escenas son filmadas con personas reales para luego convertirlas en animación, y cosechó un buen éxito financiero, aunque las críticas fueron variadas.
En 1995 comenzó un proyecto para hacer una película en imagen real de la mano del director neozelandés Peter Jackson. La compañía Miramax fue la primera interesada en el proyecto, pero lo acabó rechazando debido a que contemplaba la opción de una sola película, mientras que el guion, escrito por el propio Jackson, junto con su esposa, Fran Walsh, estaba hecho para dos. Entonces Jackson presentó el proyecto a New Line Cinema y se decidió que la novela fuera adaptada finalmente en tres partes, reescribiendo de nuevo el guion, que, esta vez, contó también con la ayuda de Philippa Boyens. El rodaje comenzó en octubre de 1999 y finalizó en diciembre de 2000, contando cada película con un año de postproducción. La Comunidad del Anillo se estrenó en diciembre de 2001, Las dos torres en diciembre de 2002 y El retorno del Rey en diciembre de 2003. Supusieron un gran éxito de taquilla, revivieron el fenómeno Tolkien y, en su mayoría, tuvieron una buena acogida entre la crítica. Consiguieron diecisiete premios Óscar de la Academia de Cine de los Estados Unidos (de los treinta posibles), siendo la tercera parte la más galardonada con once, precisamente los mismos que hitos del cine como Ben-Hur y Titanic.
En 2009 un grupo de fanáticos de las historias de Tolkien realizó un cortometraje de cuarenta minutos titulado The Hunt for Gollum. El corto se basa en el tiempo en que Aragorn busca a Gollum bajo encargo de Gandalf, con elementos de los apéndices de la novela. Es una realización sin autorización y sin afiliación alguna, hecha con el solo propósito de la diversión, según afirmó su guionista y director Chris Bouchard. Contó con un presupuesto de menos de tres mil libras esterlinas y la mayor parte de los participantes trabajaron ad honorem. Se estrenó el 3 de mayo de 2009 y se encuentra disponible para verla por Internet de forma gratuita.
A principios de 2023, Warner Bros. Discovery anunció que se están desarrollando varias películas ambientadas en la Tierra Media, que se producirán junto con New Line Cinema y Freemode. La primera película animada de la serie El Señor de los Anillos: la Guerra de los Rohirrim se estrenó en cines en los mercados internacionales el 5 de diciembre de 2024, antes de estrenarse en cines en Estados Unidos el 13 de diciembre de 2024, por Warner Bros. Pictures. Originalmente estaba previsto que se estrenara el 12 de abril, antes de que se retrasara a la fecha de diciembre de 2024 debido a otros cambios en el calendario causados por la huelga SAG-AFTRA de 2023.

#### Serie de televisión
En 2017, Amazon adquirió los derechos de televisión para realizar una serie basada en nuevas historias que temporalmente están ubicadas previo al desarrollo de El hobbit y El Señor de los Anillos, basada en los eventos de la Segunda Edad de la Tierra Media descritos por Tolkien.
La primera temporada de ocho episodios se estrenó en Prime Video el 2 de septiembre de 2022.

### Otras
En 1978, en el minuto 2:08 del videoclip de la canción «That's Life», interpretada por Frank Sinatra en blanco y negro, aparece en la marquesina del Theatre Royal Drury Lane el nombre de la obra The Lord of the Rings.
Entre 1979 y 1981, Luis Bermejo y Nicola Cuti publican una adaptación de El Señor de los Anillos en cómic en tres tomos para Toutain Editor, que fue asimismo publicada en otros países europeos como Italia, Alemania, Países Bajos, Dinamarca, Suecia y Finlandia.
En 1980 se estrenó en televisión la película El retorno del Rey, hecha también en dibujos animados y que pretendía ser una continuación de la película de Ralph Bakshi. Fue dirigida por Jules Bass y Arthur Rankin Jr., junto con el resto del equipo que ya había realizado la película de El hobbit en 1977.
En 1990 Recorded Books publicó una versión en audiolibro de la novela leída por el actor británico Rob Inglis, que utiliza distintas voces para cada personaje y cantaba todas las canciones él mismo. Tolkien había escrito la música para algunas de las canciones del libro, pero fue Inglis, junto con la directora Claudia Howard, quien escribió el resto. En 2022 la empresa Audible publicó la trilogía narrada en español castellano  por el actor de actor de doblaje Miguel Ángel Jenner, quien también ejerciera como director y ajustador de doblaje de las adapataciones cinematográficas y la actriz de doblaje Nuria Mediavilla, hija del también actor de doblaje Pepe Mediavilla quien puso la voz de Gandalf en el doblaje de la versión cinematográfica de la trilogía en España.
También se ha hecho una adaptación teatral basada en el libro, un musical de tres horas de duración. En 2006 fue estrenado en Toronto, Ontario (Canadá), pero se cerró sin recuperar la inversión de los productores (18 millones de euros). A pesar de ello, la producción se estrenó también en Londres en junio de 2007 y se cerró en julio de 2008, tras 492 representaciones. Esta producción, algo más corta que la de Toronto, se convirtió en la más cara (unos 25 millones de euros) de este tipo de representaciones y, a pesar de ello, las críticas que recibió fueron variadas y los productores se plantearon realizar otra producción en alemán en noviembre de 2009 y una gira por Nueva Zelanda, Australia y el Extremo Oriente.
En 2013, el artista Phil Dragash grabó la totalidad del libro, utilizando la partitura de las películas de Peter Jackson.
Durante la pandemia de COVID-19, Andy Serkis leyó todo el libro de El Hobbit en Internet para recaudar fondos con fines benéficos. Después volvió a grabar la obra como audiolibro. El arte de la portada corrió a cargo de Alan Lee. En 2021, Serkis grabó las novelas de El Señor de los Anillos.